# TT Nyhetsbyrån
TT Nyhetsbyrån - historiskt Tidningarnas Telegrambyrå AB eller i kortform fortfarande TT - är en nationell nyhetsbyrå i Sverige. TT bildades 1921 av en grupp storstadstidningar som tog över telegrambyrån De förenade byråerna (DFB), tidigare Svenska Telegrambyrån. År 1922 uppgick även Presstelegrambolaget i TT.

## Historia
Tidningarnas Telegrambyrå (TT) startade 1921, och sände sitt första telegram den 1 januari 1922. Telegrammet lästes med hög röst in i en telefonlur med extra stor muntratt och togs emot av en stenograf på tidningen i andra änden. När stenografen på den andra tidningen hade uppfattat hela telegrammet ringdes nästa tidning upp. Ungefär tio år senare uppfanns teleprintern och tidningarna kunde föra TT:s texter rätt in i sina sättmaskiner. Under 1960-talet kom de första datorerna, och idag är en stor del av journalistiken och nyhetsrapporteringen och förmedlingen beroende av modern informations- och kommunikationsteknologi. Under 1999 blev även TT Spektra en del av TT-Gruppen som är namnet på dagens TT-koncern. De levererade nöjesnyheter, tv-information och annat feature-material. TT-Gruppen har under senare år även börjat arbeta med nyhetsgrafik, och man äger sedan Svenska Grafikbyrån, som förser både massmedier och andra kunder med till exempel kartor och webbanpassade animationer. Året innan (2007) köpte TT-Gruppen den stora bildbyrån Scanpix. 
I en stor omorganisation 2013 blev Tidningarnas Telegrambyrå, Scanpix, TT Spektra och Svenska Grafikbyrån tillsammans TT Nyhetsbyrån. TT Nyhetsbyrån äger även 66 procent av omvärldsbevakningsföretaget Retriever. 
Våren 2015 startade TT Nyhetsbyrån pressmeddelandetjänsten Via TT.Under 2024 lanserade man tjänsten TT Insikt som är ett verktyg för politik- och samhällsbevakning, i samarbete med den danska nyhetsbyrån Ritzau. 

### Radio
Då Radiotjänst inledde sina sändningar nyårsdagen 1925 fick det nybildade radiobolaget inte producera egna nyhetssändningar. Tidningarna fruktade att de skulle konkurreras ut om nyhetsförmedlingen släpptes fri i ett snabbare medium med stor genomslagskraft. Därför fick TT, som ägdes av pressen, ansvar för att sammanställa och sända nyheter i det nya massmediet. Den första sändningen av "Senaste nyheter från Tidningarnas Telegrambyrå" skedde den 5 mars 1924. De båda företagen Tidningarnas Telegrambyrå och Radiotjänst hade inledningsvis mycket starka kopplingar. TT-chefen Gustaf Reuterswärd blev Radiotjänsts förste vd, samtidigt som han hade samma tjänst hos TT. Med tiden uppluckrades TT:s nyhetsmonopol, men TT fortsatte att sända radionyheter i SR/Radiotjänst även långt efter det att Sveriges Radio började bygga en egen nyhetsverksamhet. Bland annat låg under många år TT-nyheterna som en inledande nyhetssammanfattning till de längre SR-producerade sändningarna från Dagens Eko.
TT hade en viktig funktion och samlade svenska folket kring radioapparaterna under andra världskriget och dess dramatiska slutskede. Sändningarna skedde från TT:s egna lokaler på Klara Västra Kyrkogata. År 1959 flyttade redaktionen och studion till de översta våningarna i Sveavägen 17, det nordligaste höghuset vid Hötorget. Nästa flytt skedde 1984 då TT flyttade till Pressens hus i före detta S:t Eriks Bryggeri på Kungsholmstorg. År 2006 flyttade nyhetsbyrån till nya redaktionslokaler vid Slussen. I november 2024 flyttar nyhetsbyrån till nyrenoverade lokaler i glashuset på Östgötagatan 100. 
Några kända TT-röster var Uno Stenholm, Staffan Rosén, Berndt Aulin och Kaj Karlholm. Astrid Kindstrand orsakade en lyssnarstorm som den första kvinnliga nyhetsläsaren 1938. Bland de journalister som har arbetat på TT:s radioredaktion finns även Staffan Dopping. TT-sändningarna i Sveriges Radio upphörde 1995, men telegrambyrån fortsatte att sända radionyheter i de kommersiella radiostationerna i Sverige och i Ålands Radio till årsskiftet 2006–2007, då även de sändningarna upphörde.

## Arbetsmetod
TT Nyhetsbyrån fungerar idag som en stor dagstidning; reportrar och fotografer samlar information som redigeras till artiklar. Därefter sprids materialet till TT Nyhetsbyråns abonnenter inom svensk dagspress, radio och television och även till andra kunder. På TT arbetar cirka 100 journalister. Byrån har redaktioner i Stockholm, Göteborg, Malmö, Bryssel och Sydney. I Sydney sitter TT:s nattredaktion. TT Nyhetsbyråns reportrar befinner sig också ofta utanför redaktionen, särskilt för att kunna bevaka utrikeshändelser eller rapportera om sportnyheter. Utlandsnyheterna grundas på TT Nyhetsbyråns egna korrespondenter, internationella nyhetsbyråer (exempelvis Reuters och AFP) samt de nordiska ländernas nyhetsbyråer.

## Produkter

### Nyhetstjänster
TT Nyhetsbyrån förmedlar nyheter i text, bild, video och grafik och produkterna styckvis eller som abonnemang. TT erbjuder också bevakningstjänster, så som PM och Löp, där abonnenter kan få förhandsinformation om vad som kommer på nyhetsagendan samt nyhetsarkiv, som innehåller alla TT:s nyheter sedan 1984.

### Via TT
Via TT är en svensk tjänst för publicering och distribution av pressmeddelanden som ägs av TT Nyhetsbyrån. På den svenska marknaden konkurrerar den i huvudsak med Mynewsdesk och Cision.
Tjänsten lanserades i januari 2015. Den hade utvecklats i samarbete med de nordiska nyhetsbyråerna NTB, Ritzau och STT.
Via TT vill bygga sin verksamhet på att låta företag utnyttja TT:s förmåga att nå ut till journalister och redaktioner. Det har lett till kritik från både journalister och kommunikatörer som menar att användandet av TT:s varumärke blandar journalistik och PR. Tjänsten fick också uppmärksamhet när det framkom att Via TT distribuerade pressmeddelanden för scientologer. I slutet av 2019 lanserade Via TT en översikt där man bland annat kan se genomslaget av sitt pressutskick i media med hjälp av en tjänst från Retriever.

### TT-Kalendern
TT-kalendern är TT Nyhetsbyråns planeringsverktyg som innehåller evenemang som
är relevanta ur nyhetsperspektiv; allt från festivaler, presskonferenser till
årsstämmor, årsdagar och sporthändelser.

### Omvärldsbevakning
Företag, myndigheter och organisationer abonnerar på TT:s nyheter som en del av sin omvärldsbevakning.

### Bildarkiv
TT Nyhetsbyråns bildarkiv innehåller mer än 46 miljoner bilder från fotografins födelse till i dag. I arkivet finns redaktionella bilder men också kreativa bilder och illustrations - och genrebilder. TT Nyhetsbyråns kollektion Bildhuset består av livsstilsbilder med skandinavisk känsla, och många svenska namnkunniga fotografer bidrar regelbundet till kollektionen. På TT arbetar nio heltidsanställda fotografer med nyhets- och uppdragsfotografering, men TT har även ett stort internationellt nätverk med byråer och fotografer som bidrar till arkivet. TT representerar även fotografen Lennart Nilssons bilder.  2017 förvärvade TT Nyhetsbyrån bildbyrån IBL.

### Mediebank
TT:s mediebank är ett Digital Asset Management-system (DAM) för att lagra och hantera mediefiler. Med hjälp av avancerad AI får man hjälp med automatiskt bildtaggning. Med till exempel ansiktsigenkänning effektiviseras arbetet med bilder. Det är även lättare att arbeta i enlighet med GDPR då man exempelvis kan hantera modellavtal direkt i appen.

### TT Insikt
TT:s tjänst Insikt följer utvecklingen av ny lagstiftning och offentliga beslut. Bevakningen hämtas från öppna offentliga källor, till exempel från riksdagen, EU, Regeringskansliet, regioner, länsstyrelser, departement och myndigheter.

### Grafik
TT Nyhetsbyrån har egna grafiker och illustratörer som arbetar med nyhets- eller informationsgrafik för medier och andra uppdragsgivare. Infografiken produceras både för webb och print och man tar även fram filmer.

### Övriga produkter
Färdiga sidor och feature
Tv- och radiotablåer. TT Nyhetsbyrån producerar i stort sett samtliga Tv- och radiotablåer- och tidningar i Sverige
Trav- och tips
Börs och fonder
Väderprognoser

## Marknad
Texter från TT Nyhetsbyrån utgör en viktig källa i många stora svenska redaktioners nyhetsbevakning. Viktigare nyheter når även nyhetsbyråer i övriga Norden, och Reuters och andra byråjättars kontor i Stockholm som för dessa vidare ut i världen. Hösten 2005 förlorade TT Dagens Nyheter som kund, men de återvände ett år senare.

## Ägarstruktur
TT Nyhetsbyrån ägs av Bonnier, Schibsted och NTM (2024)
TT bildades 1921 av en grupp storstadstidningar som tog över Svenska Telegrambyrån och från 1922 Presstelegrambolaget.
Fram till 1999 var TT ett kooperativ där de svenska medierna både var ägare och kunder till nyhetsbyrån.
Verkställande direktör och chefredaktör fram till 2003 var Ebba Lindsö. Hon efterträddes i april 2003 av Raoul Grünthal, vilken 2006 slutade för att bli verkställande direktör för Svenska Dagbladet men kvarstår som styrelseordförande. Han efterträddes av Thomas Peterssohn, som fram till 2006 var chefredaktör för Affärsvärlden. Jonas Eriksson tillträde 2012 som VD och chefredaktör, han slutade 2020 efter 8 år på posten.

### Fram till 2014
Fram till 2014 ägdes TT av följande tidningar:
| Ägare                     | Andel |
| ------------------------- | ----- |
| Aftonbladet               | 20 %  |
| Svenska Dagbladet         | 10 %  |
| Stampen                   | 10 %  |
| Expressen                 | 10 %  |
| Dagens Nyheter            | 10 %  |
| Sydsvenska Dagbladet      | 10 %  |
| NT Media                  | 10 %  |
| VLT AB                    | 5 %   |
| Upsala Nya Tidning        | 5 %   |
| Pres(s)gruppen            | 5 %   |
| MittMedia Förvaltnings AB | 5 %   |

### Från 2015
I december 2014 sålde Stampen sin andel i TT till Gota Media. Gota Media sålde dock snart vidare aktierna till TT:s övriga ägare. Därefter ägde Schibsted och Bonniers 33,4 procent var, NT Media 17,4 procent, Mittmedia 13,2 procent och övriga ägare 2,6 procent.

### Från 2020
TT Nyhetsbyrån ägdes 2020 av tre stora mediehusen. Bonnier cirka 40%, Schibsted cirka 40% och NTM ägde cirka 20% enligt egna webbsidan. 

## Uppgift
I en debattartikel i Aftonbladet har den förre ordföranden i TT Anders H. Pers beskrivit TT:s främsta uppgift som ”att skriva så opartiskt och klargörande, att nattredaktörer från Norrbotten till Skåne kan lita på texterna, och med gott journalistiskt samvete skicka dem vidare till läsarna”. Enligt Anders H. Pers är TT för många av de mindre tidningarna den viktigaste nyhetskällan. Dessa har oftast inte råd att hålla sig med egna specialister som kan komplettera TT-texter med egen sakkunskap och egna kontakter.

## Dominerande ställning
Liksom många andra internationella nyhetsbyråer har TT Nyhetsbyrån en dominerande ställning på den inhemska nyhetsmarknaden, vilket kan få som konsekvens att eventuella fel och brister i rapporteringen får stort genomslag i inhemska media (jämför med Australian Associated Press). Dessutom kan det resultera i en ensidig och onyanserad mediebevakning. Ett exempel är ett misstag i ett TT-telegram som fick till följd att fyra dagstidningar blev stämda för grovt förtal, sedan TT felaktigt offentliggjort namnet på en man som friats i en mordrättegång.
Byråns dominerande ställning har också medfört att dess skrivregler TT-språket har fått stort genomslag.

### Konkurrens
Konkurrensverket har i ett beslut meddelat att verket inte anser att TT:s dominerande ställning är ett hot mot konkurrensen på den fria marknaden eller ett missbruk av densamma. Inte heller omstruktureringen, varunder ägarna bytte namn från Grundstenen till TT Intressenter AB, ansågs erfordra ett ingripande ifrån myndigheten.